# Callistus Valentine Onaga

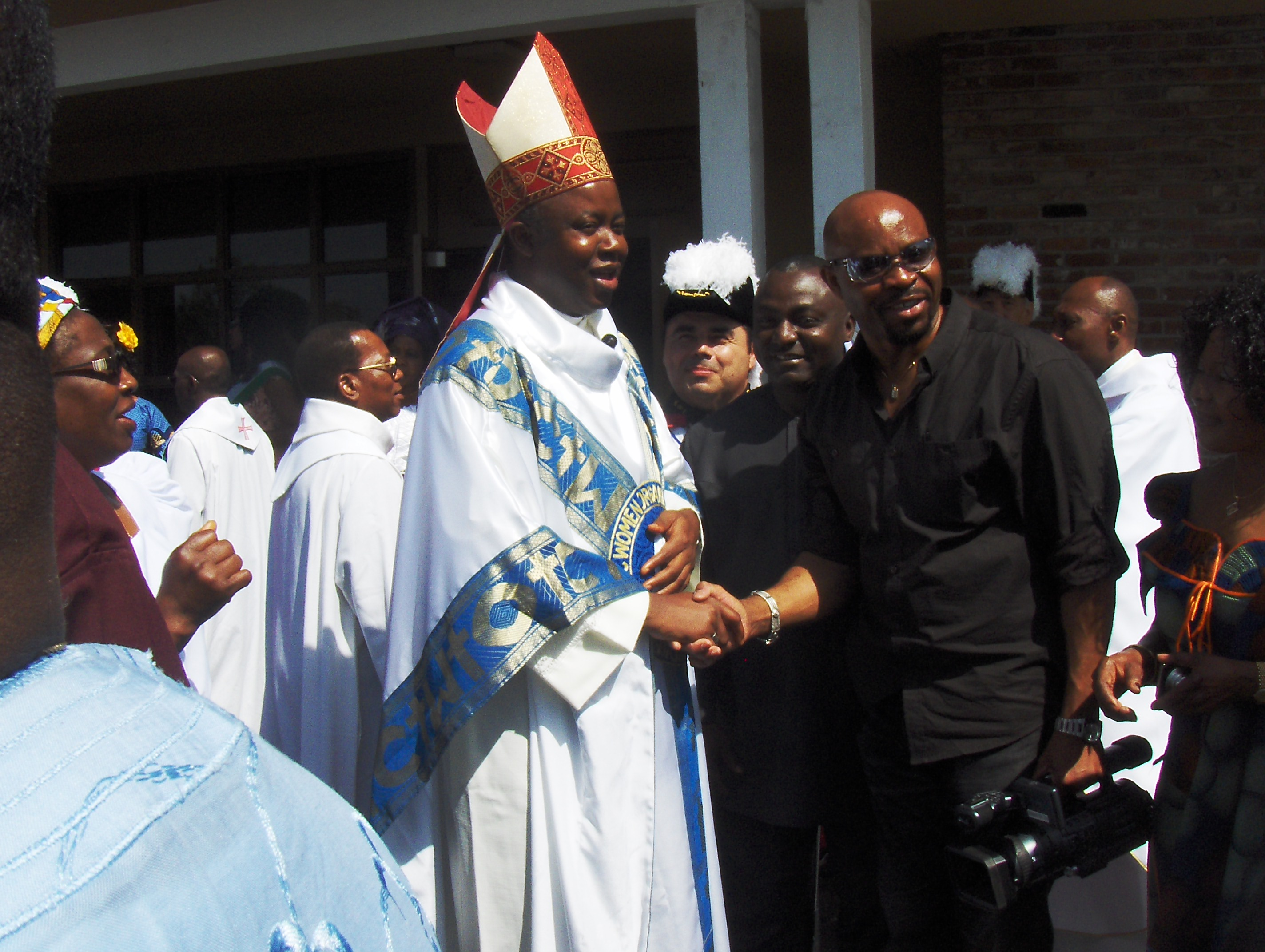
Callistus Valentine Onaga 2010 in Sacramento, Kalifornien

Callistus Chukwuma Valentine Onaga (* 29. September 1958 in Agbudu) ist ein nigerianischer Geistlicher und römisch-katholischer Bischof von Enugu.

## Leben
Callistus Valentine Onaga empfing am 8. August 1987 die Priesterweihe.
Papst Benedikt XVI. ernannte ihn am 9. Februar 2009 zum Bischof von Enugu. Die Bischofsweihe spendete ihm der Apostolische Nuntius in Nigeria, Erzbischof Renzo Fratini, am 2. Mai desselben Jahres; Mitkonsekratoren waren Valerian Okeke, Erzbischof von Onitsha, und Anthony Okonkwo Gbuji, Altbischof von Enugu. 